# Минербио
Мине́рбио (итал. Minerbio) —  коммуна в Италии, располагается в регионе Эмилия-Романья, подчиняется административному центру Болонья.
По данным Национального института статистики, на 01.01.2023 года, население коммуны составляет 8870 человек, плотность населения ─ 205,96 чел./км². Занимает площадь 43,07 км². Почтовый индекс — 40061. Телефонный код — 051.
Покровителем населённого пункта почитается святой Иоанн Креститель. Праздник ежегодно празднуется 24 июня.

## Города-побратимы
- Камуньяно, Италия
- Хирлинген, Германия
- Хайош, Венгрия
- Понтелонго, Италия[2]